# Benetton B201
Der Benetton B201 war ein Formel-1-Rennwagen, mit dem das Benetton-Team an der Formel-1-Weltmeisterschaft 2001 teilnahm. Es war das letzte Auto, das von Benetton gebaut und eingesetzt wurde. Gefahren wurde es vom Italiener Giancarlo Fisichella, der in seinem vierten Jahr im Team war, und dem Briten Jenson Button, der nach seiner Debüt-Saison von der Williams Grand Prix Engineering wechselte. Der Australier Mark Webber diente als Testfahrer und war daneben hauptamtlich in der Formel 3000 aktiv.

## Design und Entwicklung
Teile für den B201 wurden schon früh mit einem modifizierten B200, bekannt als B200B, getestet. Dieses Auto wurde bis Ende Januar getestet, wobei sowohl Button als auch Fisichella am RS21-Motor und den elektronischen Systemen für das neue Auto arbeiteten.
Am 2. Februar absolvierte Fisichella die erste Testfahrt mit dem B201 vor einer privaten Pressevorstellung. Tage später wurde das Auto in einer extravaganten Zeremonie auf dem Markusplatz in Venedig offiziell vorgestellt. Die Veranstaltung soll rund 500.000 US-Dollar gekostet haben.
In ersten Interviews war das Team sehr zufrieden mit der Entwicklung des neuen Renault-RS21-Motors. Es handelte sich um eine ungewöhnlich breit angewinkelte Konfiguration mit 112° Zylinderbankwinkel, die einen niedrigeren Schwerpunkt ermöglichte und deutlich leichter war als die zuvor von Benetton verwendeten Motoren von Supertec. Aufgrund von Zuverlässigkeitsproblemen während der Saison wurde der Motor erheblich verstärkt, was das Fahrzeuggewicht erhöhte. Das Team hatte im Jahr 2000 Mike Gascoyne vom Jordan angeheuert und im Januar 2001 auch Gascoynes ehemaligen Jordan-Kollegen Mark Smith übernommen.
Benetton gehörte 2001 zu den Teams, die von Bridgestone auf den neuen alternativen Reifenhersteller Michelin wechselten.
Der B201 überzeugte bei den Tests, die die Fahrer an neun Tagen auf dem Circuito do Estoril absolvierten, nicht. Während der Saison behauptete Renault-Chef Jean-Jacques His, dass die Designs des Teams von 2001 in der Vorsaison „gehackt“ worden seien und eine umfangreiche Überarbeitung der Grund für das mangelnde Tempo des Teams gewesen sei.
Während der Saison wurde ausgiebig getestet, um die aerodynamischen und motorischen Herausforderungen in den Griff zu bekommen. Ein umfassendes Update des B201 zur Mitte des Jahres 2001 ermöglichte eine deutliche Verbesserung in der zweiten Jahreshälfte.

## Rennleistung
Die Saison begann schlecht für die B201. Fisichella qualifizierte sich beim Großen Preis von Australien auf dem Albert Park Circuit für den 17. Startplatz, nachdem er aufgrund von Zuverlässigkeitsproblemen Zeit verloren hatte. Später bezeichnete er den B201 als unfahrbar. Im Rennen wurden beide Autos überrundet und Button schied spät wegen eines Auspuffproblems aus. Beim zweiten Rennen in Malaysia hatte das Auto während der gesamten Trainings und Qualifyings weiterhin Probleme. Im Rennen kam nur Button ins Ziel – auf Platz 11. Beim Großen Preis von Brasilien 2001 holte der B201 einen Punkt, als Fisichella den sechsten Platz belegte.
Während der Saison in Europa beeinträchtigten Zuverlässigkeitsprobleme weiterhin die Leistung des B201. Fisichella schied beim Großen Preis von San Marino und beim Großen Preis von Monaco aus. Den Großen Preis von Österreich beendete keiner der beiden Wagen. In Monaco, wo das Team das ganze Wochenende über eine gute Leistung gezeigt hatte, wäre Button beinahe in die Punkteränge gefahren, wurde aber nur Siebter.
Nach einem doppelten Ausfall beim Großen Preis von Kanada kehrte das Team zum Großen Preis von Europa zurück und vertraute dabei auf ein neues Launch-Control-System, das erstmals auf dem B201 eingesetzt wurden. Obwohl im Training einige Verbesserungen festgestellt wurden, landeten beide Autos außerhalb der Top 10. Vor dem nächsten Rennen in Frankreich wurde der B201 weiterentwickelt, doch die Ergebnisse verbesserten sich erst beim Großen Preis von Deutschland deutlich. Zum ersten Mal kamen beide Autos in die Punkteränge, Fisichella als Vierter und Button als Fünfter. Nach diesem Erfolg fielen beide Autos beim nächsten Rennen in Ungarn aus und Button erreichte auch bei den beiden folgenden Rennen nicht das Ziel.
Seine beste Platzierung erreichte der B201 beim Großen Preis von Belgien, als Fisichella in einem chaotischen Rennen, das abgebrochen und neu gestartet wurde, Dritter wurde.
Nach diesem Rennen erreichte Benetton keine weiteren Punkte und das Team erreichte mit dem B201 insgesamt 10 Punkte, womit man die Saison auf dem siebten Platz in der Konstrukteursmeisterschaft beendete. Insgesamt verbesserte das Team die Ergebnisse in der zweiten Saisonhälfte im Gegensatz zu den vorangegangenen Saisons 1998 bis 2000 erheblich.

## Sponsoring und Lackierung
Der B201 trug erneut den Titel sponsored by Mild Seven und war in einer hellblauen Farbe gehalten. Bei den Grands Prix, bei denen kein Tabakbranding erlaubt war, wurde das Logo durch die Namen der Fahrer ersetzt. Viele der Sponsoren aus dem Jahr 2000 wurden beibehalten, darunter D2 (anstelle von Vodafone Deutschland), Marconi und Korean Air. PlayStation 2 kam als Nebensponsor des Teams hinzu.
Beim Großen Preis der Vereinigten Staaten 2001 wurde als Reaktion auf die Anschläge vom 11. September eine amerikanische Flagge auf der Vorderseite des Autos angebracht.

## Ergebnisse
| Fahrer                          | Nr.                             | 1  | 2   | 3  | 4   | 5  | 6   | 7   | 8   | 9  | 10 | 11 | 12 | 13  | 14  | 15  | 16 | 17 | Punkte | Rang |
| ------------------------------- | ------------------------------- | -- | --- | -- | --- | -- | --- | --- | --- | -- | -- | -- | -- | --- | --- | --- | -- | -- | ------ | ---- |
| Formel-1-Weltmeisterschaft 2001 | Formel-1-Weltmeisterschaft 2001 |    |     |    |     |    |     |     |     |    |    |    |    |     |     |     |    |    | 10     | 7.   |
| G. Fisichella                   | 7                               | 13 | DNF | 6  | DNF | 14 | DNF | DNF | DNF | 11 | 11 | 13 | 4  | DNF | 3   | 10  | 8  | 17 | 10     | 7.   |
| J. Button                       | 8                               | 14 | 11  | 10 | 12  | 15 | DNF | 7   | DNF | 13 | 16 | 15 | 5  | DNF | DNF | DNF | 9  | 7  | 10     | 7.   |

| Legende  | Legende            | Legende                                                          |
| Farbe    | Abkürzung          | Bedeutung                                                        |
| -------- | ------------------ | ---------------------------------------------------------------- |
| Gold     | –                  | Sieg                                                             |
| Silber   | –                  | 2. Platz                                                         |
| Bronze   | –                  | 3. Platz                                                         |
| Grün     | –                  | Platzierung in den Punkten                                       |
| Blau     | –                  | Klassifiziert außerhalb der Punkteränge                          |
| Violett  | DNF                | Rennen nicht beendet (did not finish)                            |
| Violett  | NC                 | nicht klassifiziert (not classified)                             |
| Rot      | DNQ                | nicht qualifiziert (did not qualify)                             |
| Rot      | DNPQ               | in Vorqualifikation gescheitert (did not pre-qualify)            |
| Schwarz  | DSQ                | disqualifiziert (disqualified)                                   |
| Weiß     | DNS                | nicht am Start (did not start)                                   |
| Weiß     | WD                 | zurückgezogen (withdrawn)                                        |
| Hellblau | PO                 | nur am Training teilgenommen (practiced only)                    |
| Hellblau | TD                 | Freitags-Testfahrer (test driver)                                |
| ohne     | DNP                | nicht am Training teilgenommen (did not practice)                |
| ohne     | INJ                | verletzt oder krank (injured)                                    |
| ohne     | EX                 | ausgeschlossen (excluded)                                        |
| ohne     | DNA                | nicht erschienen (did not arrive)                                |
| ohne     | C                  | Rennen abgesagt (cancelled)                                      |
| ohne     | keine WM-Teilnahme |                                                                  |
| sonstige | P/fett             | Pole-Position                                                    |
| sonstige | 1/2/3/4/5/6/7/8    | Punktplatzierung im Sprint-/Qualifikationsrennen                 |
| sonstige | SR/kursiv          | Schnellste Rennrunde                                             |
| sonstige | *                  | nicht im Ziel, aufgrund der zurückgelegten Distanz aber gewertet |
| sonstige | ()                 | Streichresultate                                                 |
| sonstige | unterstrichen      | Führender in der Gesamtwertung                                   |